# Col de l'Ospedale
Le col de l'Ospedale est un col situé près du village de L'Ospedale en Corse, en France. Il accueille notamment l'arrivée du Critérium international.